# Achtung–Panzer!
Achtung–Panzer! är en bok skriven av den tyske generalöversten Heinz Guderian. I boken som baserar sig på erfarenheter från första världskriget utmålar Guderian sin syn på hur pansarfordon borde användas för att dominera framtidens krigföring. Boken kom att bli grunden för den tyska doktrinen om blixtkrigföring.

## Erfarenheter från första världskriget
Guderian förfasades över de enorma förlusterna på västfronten och att de anfall som genomfördes inte förmådde att avancera längre än några få kilometer innan de körde fast. Defensiva vapen som kulsprutor och artilleri dominerade slagfältet och tvingade ner soldaterna i skyttegravar. De kavalleriförband som under tidigare krig stått för rörlighet och anfallskraft var nu mycket sårbara för de moderna vapnen. Avsaknaden av offensiva vapen ledde till ett kostsamt ställningskrig utan några större chanser för ett avgörande.
Båda sidor började söka efter ett offensivt vapen som kunde bryta dödläget. Tyskarna provade med stridsgas, men den visade sig vara oberäknelig. Britter och fransmän började i stället konstruera ett bepansrat stridsfordon baserat på Caterpillar-traktorn. Fordonet skulle kunna korsa skyttegravar och vara skottsäkert för vanliga infanterivapen. Dessa ”tanks” användes för första gången i större skala i slaget vid Cambrai. Trots att slaget var den största enskilda brittiska segern under första världskriget betraktades användningen av ”tanks” som något av en besvikelse. De flesta tanks gick sönder, körde fast eller slogs ut av tyskt artilleri.
Guderian som från andra sidan hade sett vad stridsvagnarna kunde åstadkomma blev däremot övertygad om att just stridsvagnar hade den kombination av skydd, rörlighet och eldkraft som krävdes för att bryta dödläget och åstadkomma ett avgörande.

## Slutsatser
Ett problem som uppdagats vid stridsvagnsanfall var att stridsvagnarna (även om de med dagens mått var långsamma och klumpiga) var för snabba för att infanteriet, och framför allt artilleriet, skulle hinna följa med i anfallet. Så snart en stridsvagn utsattes för eldgivning tvingades det understödjande infanteriet gå i skydd medan stridsvagnen, som oftast var opåverkad, kunde fortsätta anfallet. Resultatet blev att även om stridsvagnarna nådde sitt anfallsmål så kunde de inte behålla det utan stöd av infanteri.

### De allierades slutsatser
I Frankrike och Storbritannien drog man av detta slutsatsen att stridsvagnarnas rörlighet inte var någon avgörande faktor. Stridsvagnar behövde inte kunna köra fortare än infanteriet kunde springa. I stället satsade man på att bygga tunga stridsvagnar med tung beväpning som kunde understödja infanteriets anfall. Lätta stridsvagnar och pansarbilar användes för spaning.

### Guderians slutsatser
Guderian förordade i stället att infanteriet och artilleriet skulle mekaniseras för att kunna följa med i stridsvagnarnas anfallsrörelse. Enheterna skulle samordnas i pansardivisioner och fokus skulle ligga på att tränga så långt in på fiendens område som möjligt på kortast möjliga tid. Fientliga stödjepunkter skulle kringgås och pansardivisionen skulle i stället koncentrera sig på att slå ut fiendens artilleri och försörjningslinjer.

## Versaillesdiktatet
Villkoren i Versaillesfreden förbjöd Tyskland att tillverka, importera och inneha stridsvagnar, något som borde ha omöjliggjort Guderians pansardivisioner. Men i stället för att tappa hoppet började man i Tyskland att utveckla det motoriserade infanteriet (”Kraftfahrtruppen”). Dessa övade tillsammans med ”övningsstridsvagnar” av trä. Guderian deltog också i hemliga studier av stridsvagnar i Sovjetunionen och i Sverige.
Efter Adolf Hitlers maktövertagande 30 januari 1933 ändrades förutsättningarna över en natt. Tyskland erkände inte längre villkoren i Versaillesdiktatet och man kunde därför börja bygga upp ett pansarvapen enligt Guderians modell. Den 1 juli 1934 upprättades ”Kommando der Panzertruppen” under armékommandot och 16 oktober 1935 upprättades officiellt de tre första pansardivisionerna.

## Nytänkande
Guderians idéer om mekaniserad krigföring var mycket djärva för sin tid och stötte tidvis på hårt motstånd från officerare av den gamla skolan. Hans förutsägelse att ”En stridsvagns värsta fiende är andra stridsvagnar” (”Größter Feind der Panzer sind gegnerische Panzer”), något som idag närmast bestraktas som ett axiom, var något som vid den här tiden inte kunde styrkas av erfarenheter, utan var ren spekulation.